# Phrynidius inequalis
Phrynidius inequalis är en skalbaggsart som först beskrevs av Thomas Say 1835.  Phrynidius inequalis ingår i släktet Phrynidius och familjen långhorningar.
Artens utbredningsområde är Honduras. Inga underarter finns listade i Catalogue of Life.